# 페클레르 절란
페클레르 절란(헝가리어: Pekler Zalán, 2000년 2월 8일~)은 헝가리의 사격 선수로 주 종목은 소총이다. 2020년 하계 올림픽에 참가했으며, 2023년 유러피언 게임에서 메사로시 에스테르와 함께 10m 공기소총 혼성 단체전에서 금메달을 획득하며 대회 첫 금메달리스트가 되었다. 